# Yolande Harmer

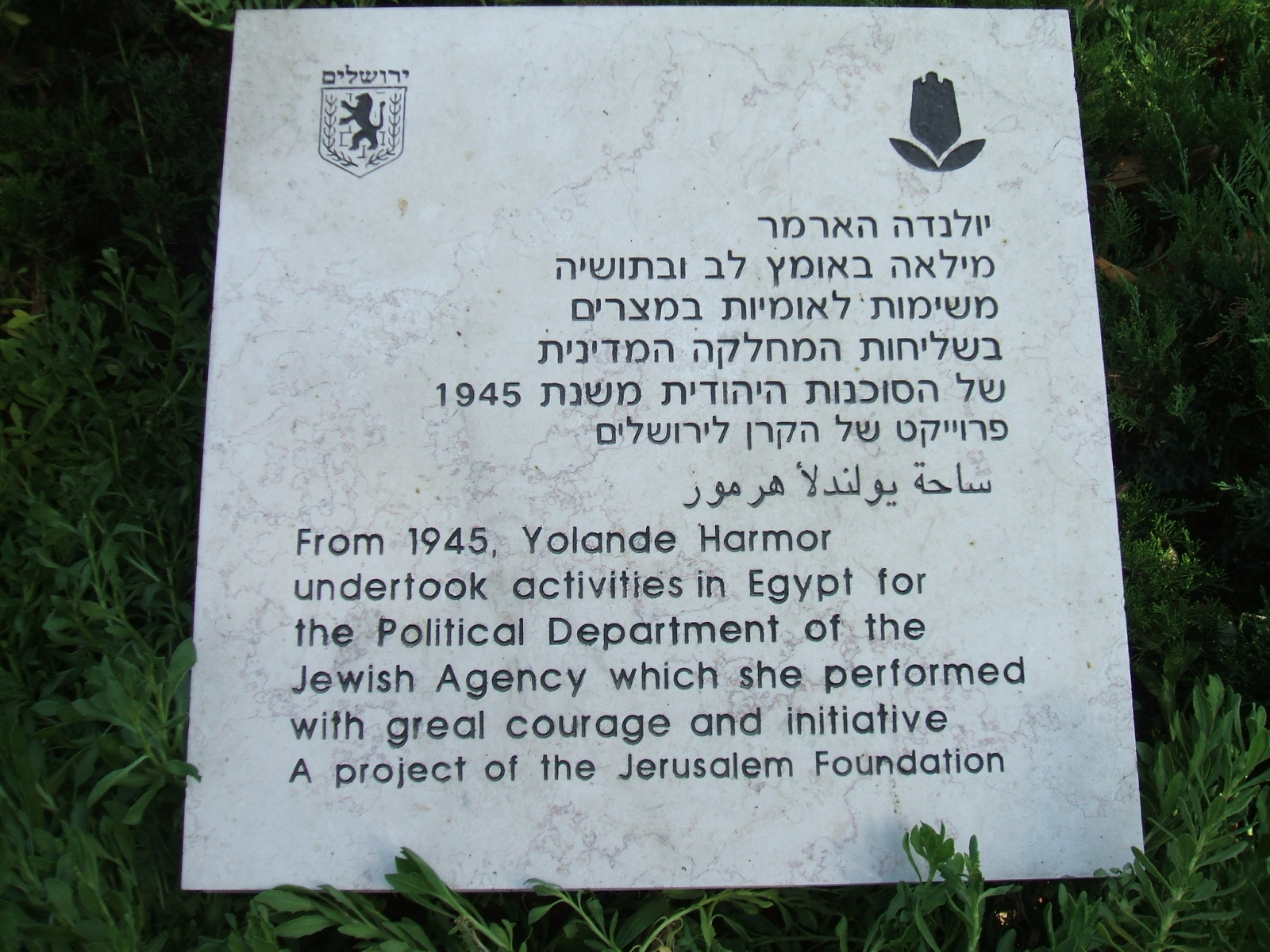
Placa conmemorativa en Jerusalén.

Yolande Harmer (nombre de soltera: Yolande Gabbai y finalmente Yolande Har-Mor) (Alejandría, 1913– Jerusalén, 1959) (hebreo: יולנדה הארמר) fue una agente de inteligencia israelí que operó en Egipto en 1948.
Fue reclutada debido a sus conexiones con la élite egipcia y círculos reales;  ha sido descrita como la  "Mata Hari israelí". Una plaza en Jerusalén, 'Kikar Yolande Harmer', lleva su nombre. 

## Biografía
Yolande Gabai (más adelante Harmer y finalmente Har-Mor) nació en Alejandría, Egipto, en una familia de judíos turcos emigrados a Egipto. Se casó tres veces, la primera a la edad de 17, con Jacques de Botton, descendiente del talmudista de Salónica Abraham de Botton, y del cual se divorció luego de unos cuantos años de matrimonio - habiendo tenido un hijo con él, el hoy empresario Gilbert de Botton.

## Carrera de espionaje
Harmer fue reclutada por Moshé Sharet, secretario del departamento político de la Agencia Judía, cuando visitó Egipto entre 1945 y 1946. Se conocieron en una fiesta de cóctel. Para la época, Harmer trabajaba como periodista y era recibida en los círculos más altos de la sociedad cairota.
Gracias a esto, fue capaz de reunir información de inteligencia sobre la corte del Rey Faruq en El Cairo. Estableció muchos otros contactos importantes que incluían editores séniors de Al-Ahram, el periódico más prestigioso del país, Tak ed-Din as-Sulh, el ayudante de jefe del político panarabista Azzam Pasha, y Mahmoud Mahlouf, hijo del Gran Mufti de El Cairo.
Cuando el embajador sueco ante Egipto, Widar Bagge, se enamoró de ella, le convenció de simpatizar con la causa sionista y autodeterminación del pueblo judío. Eli Peleg, un emisario del Yishuv en El Cairo, informó del éxito de Harmer con Bagge: "hace varios meses, él era indiferente a nuestra causa, pero hoy es un entusiasta sionista."
Harmer le proporcionó a las organizaciones judías en la Palestina del Mandato Británico con información estratégica importante, incluyendo los textos de resoluciones adoptadas por la Liga árabe en 1947 y 1948 declarando que "sacrificarán todo interés político y económico del Mundo Árabe con tal de salvar a la Palestina Árabe." Ella también desenmascaró los planes militares árabes para cuando llegase el fin del Mandato Británico para Palestina, incluyendo la creación de Ejército de Salvación Kaukji a finales de 1947. Al obtener acceso a la Embajada de EE. UU., fue capaz de suministrar los números de soldados tunecinos y argelinos que combatían en Palestina.
Sin embargo, era problemático entregar la información reunida:  Ella disponía de un transmisor radiofónico, pero no tenía a nadie que lo operase por ella. Enviaba la información utilizando servicios de correo vía Europa o los Estados Unidos, pero perdía tiempo valioso a menudo. Durante su trabajo en Egipto a menudo arriesgó no sólo su propia vida, sino la de su hijo.
En julio de 1948, Harmer fue arrestada. En agosto, después de enfermarse en prisión,  fue liberada y deportada. Se fue a París donde trabajó para el Departamento de Oriente Medio del Ministerio Israelí de Asuntos Exteriores, convirtiéndose en una figura clave de la diplomacia israelí para 1949. Durante su trabajo en París mantuvo sus contactos egipcios, continuando con la obtención de información valiosa para el gobierno de Israel. En 1950,  trabajó en Madrid. 
Harmer murió de cáncer en 1959.